# Нанджару
Нанджару (груз. ნანჯარუ) — село в Грузии, на территории Цаленджихского муниципалитета края (мхаре) Самегрело-Верхняя Сванетия.

## География
Село находится в западной части Грузии, на левом берегу реки Чанисцкали, на расстоянии приблизительно 3 километров (по прямой) к югу от города Цаленджиха, административного центра муниципалитета.

## Население
По результатам официальной переписи населения 2014 года, в Нанджару проживало 170 человек (83 мужчины и 87 женщин). В национальной структуре населения грузины составляли 100 %.